# Trichastoma bicolor
A Trichastoma bicolor a madarak osztályának verébalakúak (Passeriformes) rendjébe és a Pellorneidae családjába tartozó faj.

## Rendszerezése
A fajt René Primevère Lesson francia ornitológus írta le 1839-ben, a Brachypteryx nembe Brachypteryx bicolor néven. Egyes szervezetek a Pellorneum nembe sorolják Pellorneum bicolor néven.

## Előfordulása
Délkelet-Ázsiában, Brunei, Indonézia, Malajzia, Mianmar és Thaiföld területén honos. A természetes élőhelye a szubtrópusi vagy trópusi síkvidéki esőerdők és mocsári erdők, valamint ültetvények. Állandó, nem vonuló faj.

## Megjelenése
Testhossza 16,5–18 centiméter.

## Életmódja
Rovarokkal táplálkozik.